# Armande Gobry-Valle
Pour les articles homonymes, voir Gobry.
Œuvres principales
Iblis ou la Défroque du serpent
Armande Gobry-Valle, née le 18 juillet 1953 à Paris, est une écrivaine française.

## Biographie
Armande Gobry-Valle exerce la profession d'institutrice à Troyes. Elle écrit durant plus de vingt ans sans chercher d'éditeur. En 1990, Viviane Hamy publie Terre tranquille, un recueil de nouvelles. Le prix Goncourt du premier roman lui est attribué en 1991 pour Iblis ou la Défroque du serpent. Auteure de sept romans, Gobry-Valle est aussi préfacière de livres d'art.

## Œuvres
- 1990 : Terre tranquille, éditions Viviane Hamy,  (ISBN 9782878580006)
- 1991 : Iblis ou la Défroque du serpent, éd. Viviane Hamy,  (ISBN 9782878580129)
- 1993 : La Convulsion des brasiers, éd. Viviane Hamy,  (ISBN 9782878580372)
- 1993 : Un triptyque, éd. Viviane Hamy,  (ISBN 9782878580365)
- 1995 : Le Puits d'exil, éd. Viviane Hamy,  (ISBN 9782878580624)
- 1997 : Nocturnes, éd. Viviane Hamy,  (ISBN 9782878580914)
- 2000 : Debout parmi les ruines, éditions du Seuil,  (ISBN 9782020353304)
- 2002 : Vanité, éditions Fates,  (ISBN 9782909452319)
- 2002 : Histoires à méditer, Les mots d'Armance.